# Reinhold Jubelt
Reinhold Jubelt (* 4. Oktober 1863 in Zeitz; † 30. März 1934), genannt der Ältere, war ein deutscher Buchhändler, Journalist und Zeitungsverleger.

## Leben und Wirken

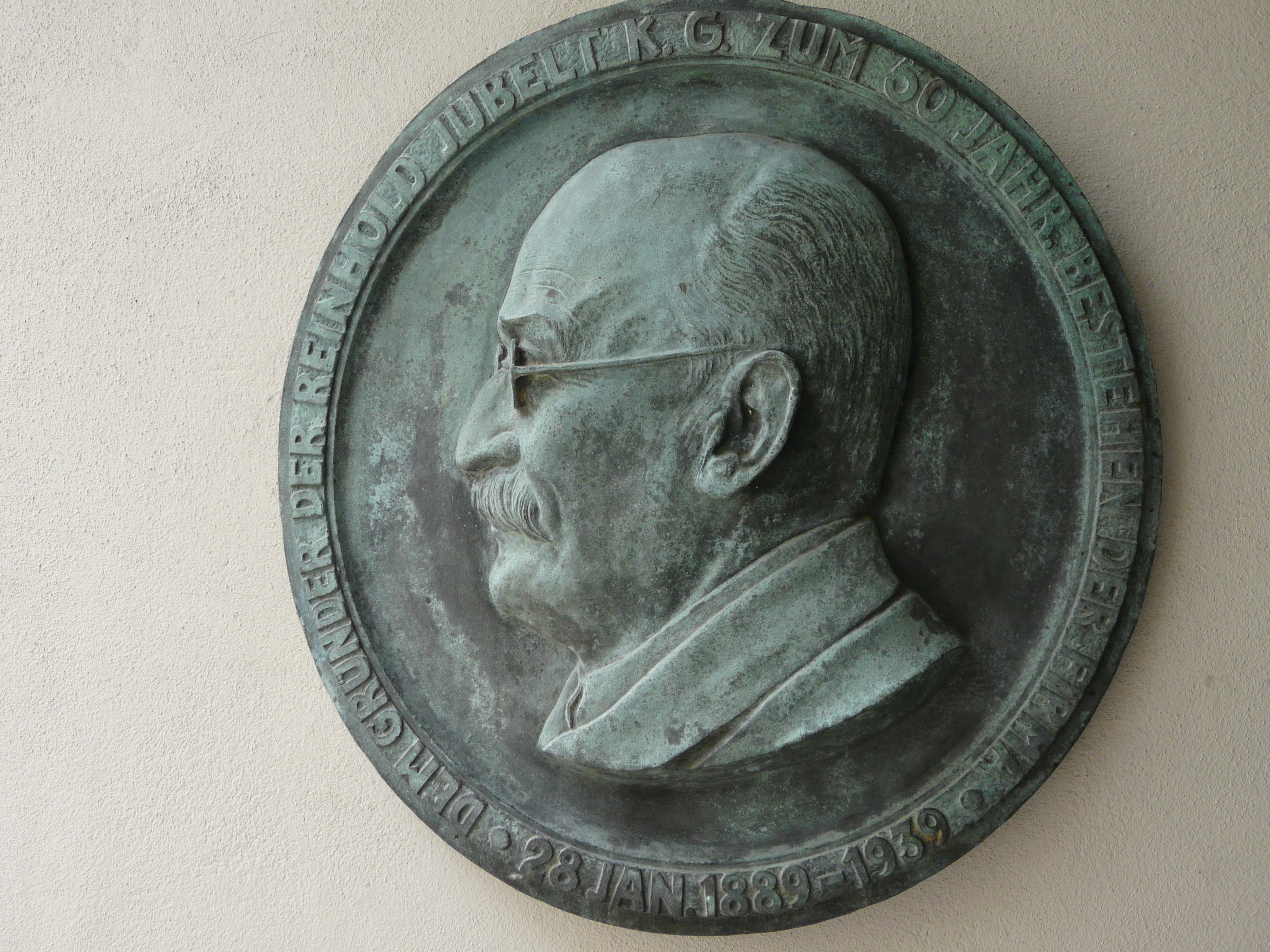
Reinhold Jubelt, d. Ä.

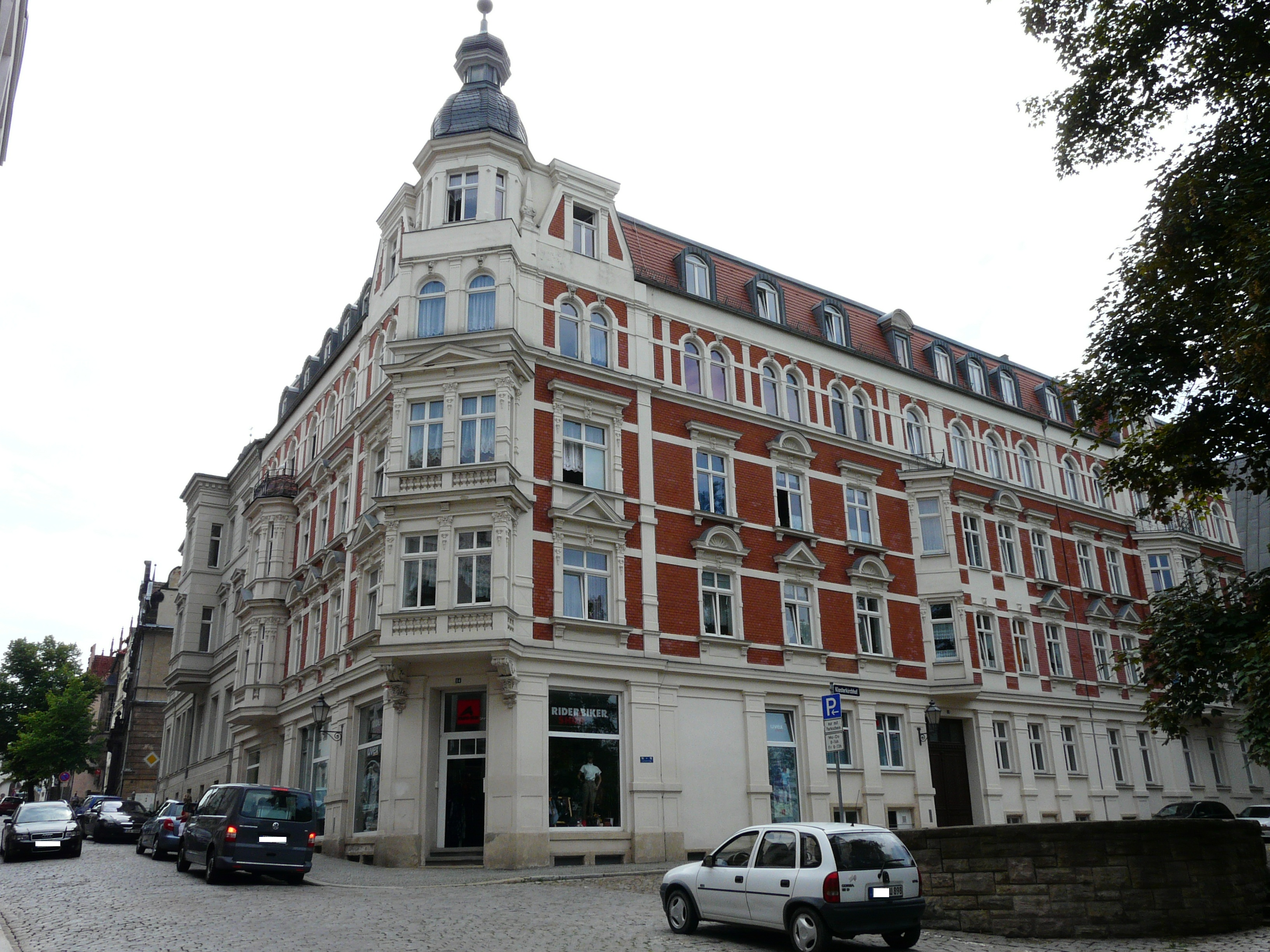
Wohn- und Geschäftshaus der Familie Jubelt, Zeitz

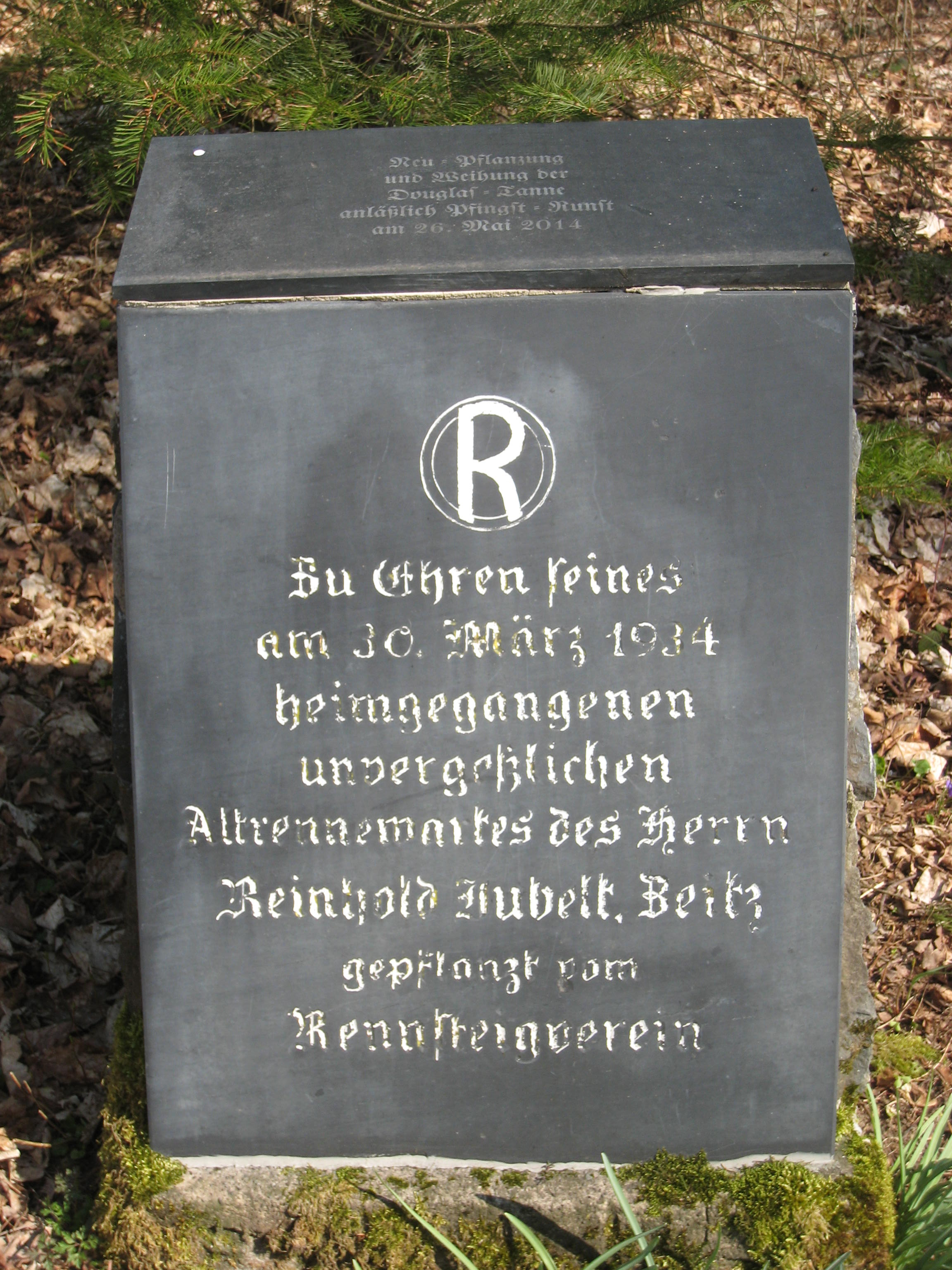
Gedenkstein am Rennsteig beim ehemaligen Forsthaus Weidmannsheil, Steinbach am Wald

Reinhold Jubelt der Ältere wurde am 4. Oktober 1863 als Sohn des Wollwarenfabrikanten Carl Jubelt im väterlichen Haus Stiftsberg 2 in Zeitz geboren. Nach dem Besuch des Stiftsgymnasiums lernte er Kaufmann im Betrieb seines späteren Schwiegervaters Richard Herrmann auf der Grube „Neue Sorge“ (dem Herrmannsschacht) bei Grana.
Nach seiner einjährigen Militärzeit arbeitete er zunächst als Kaufmann in zwei weiteren Unternehmen, bevor er den Beschluss fasste, sich selbständig zu machen.
Er gründete am 28. Januar 1889 seine Firma unter gleichem Namen in der Brüderstraße 10 mit der Eröffnung eines Papier-, Schreib- und Zeichenwarengeschäftes, dem gleichzeitig eine Buchbinderei mit kleinem Druckereibetrieb angegliedert war. Später kamen noch ein Buchvertrieb und eine Buchhandlung dazu. Im gleichen Jahr heiratete er seine Frau Amalia Natalia Agnes, geb. Herrmann, welche ihm vier Kinder (1890 Reinhold "genannt der Jüngere", 1892 Else Jubelt, 1894 Arthur Jubelt, 1896 Lotte Jubelt) schenkte.
1892 kaufte Reinhold Jubelt das Grundstück Brüderstraße 14, auf welchem sich damals noch die Gebäudegruppe des Helm’schen Restaurants befand und errichtete an deren Stelle das damals größte Wohn- und Geschäftshaus der Stadt Zeitz.
Anfang des Jahres 1900 gründete er die unabhängige und unparteiische Tageszeitung Zeitzer Neueste Nachrichten, in welcher viele heimatgeschichtliche Beilagen in loser Folge erschienen. Der Verlag Reinhold Jubelt gab auch eine von ihm selbst angefertigte Wegekarte des Zeitzer Forstes heraus und druckte verschiedene Wanderbücher sowie Bücher zur Heimatgeschichte. Ebenso gab er ein heimatliches Wanderheft mit einer Anzahl von ihm selbst zusammengestellten Wanderungen heraus. Seinem hohen Engagement als Historiker und unermüdlichen Forscher für die Zeitzer Heimatgeschichte ist es zu verdanken, dass sein Lebenswerk auch heute noch als Grundlage für die Stadtgeschichte dient.
Er war der Initiator zur Gründung des Geschichts- und Altertumsvereins für Zeitz und Umgegend. In diesem durch seine Anregung gegründeten Verein war er viele Jahre lang Kassenwart und Mäzen. Er engagierte sich als Beschützer vieler Kulturgüter, welche er vor dem Untergang oder Verkauf bewahrte und teilweise für das spätere Zeitzer Heimatmuseum rettete, dessen treuer Wegbegleiter er war. So war er es z. B., der die Ausgrabung der alten Kaiserburg in Breitenbach anregte, für die Erhaltung des alten in spätgotischer Architektur erbauten Zeitzer Rathauses eintrat und auch die Rückkehr des wertvollen originalen Thesendrucks von Martin Luther vorantrieb.
Reinhold Jubelt hat sich mit voller Kraft für die Erhaltung und gegen die Auflösung des alten humanistischen Stiftsgymnasiums am Steinsgraben, welches er selbst besuchte, eingesetzt. Zum 390-jährigen Bestehen dieser Anstalt  gab er 1930 eine umfassende Abhandlung über Kloster und Schule mit zahlreichen Bildern als Sonderheft heraus. Die enge Verbundenheit mit seiner alten Schule gab er auch mit der Gründung einer Stiftung, die nach seinem Bruder Karl und ihm benannte „Karl und Reinhold Jubelt Stiftung“, zum Ausdruck.
Ab 1902 war er aktives Mitglied in dem 1896 gegründeten Rennsteigverein und diente diesem Verein seit 1906 über 25 Jahre als Rennewart. 1928 wurde er Fürsteher-Stellvertreter. Nach seinem Tod 1934 wurde ihm zu Ehren, in Anerkennung seiner Verdienste um den Rennsteigverein, am Gründungshaus des Rennsteigvereins am Waldhaus "Weidmannsheil" bei dem fränkischen Ort Steinbach am Wald, eine Douglastanne gepflanzt und ein Gedenkstein enthüllt, welcher heute noch erhalten ist.
Seiner Begeisterung für die Fotografie ist es zu verdanken, dass einige heute nicht mehr existierende Gebäude auf seinen Postkarten und Fotos der Nachwelt erhalten geblieben sind. Seine Ansichtskarten zählen heute zu  begehrten Sammlerobjekten.
Von dem „Gemischten Chor“, dem er als aktiver Sänger über 50 Jahre die Treue gehalten hat, erhielt er 1931 zum 50-jährigen Gründungsjubiläum des Vereins die Ehrenmitgliedschaft verliehen. Sein Vater, Carl Jubelt, hatte 1881 den „Gemischten Chor“ mit begründet und seinen Sohn schon früh mit der Kunst der Musik und des Gesanges vertraut gemacht.
Reinhold Jubelt d. Ä. war ein hervorragender Klavierspieler. Er gehörte zu den Gründern der Kammermusikvereinigung, in der er noch acht Tage vor seinem Tode gespielt hat.
Als Kind der Kaiserzeit hielt er lange der Monarchie die Treue und tat sich schwer mit dem verlorenen Ersten Weltkrieg und seinen Folgen. Reinhold Jubelt vertrat eine heimatbezogene, konservativ geprägte Gesinnung.
Gerade wegen dieser konservativen Gesinnung musste er insbesondere nach der Machtergreifung der Nationalsozialisten 1933  immer wieder auch Kompromisse eingehen, um sein Unternehmen und die vielen Arbeitsplätze vor dem Untergang zu bewahren. Dies war nicht immer leicht, da er in seinem Betrieb auch Personen aus Familien beschäftigte, welche durch die Nationalsozialisten verfolgt wurden.
Das Schriftleitergesetz, das am 1. Januar 1934 in Kraft trat, empfand er als eine mit Staatsgewalt durchgesetzte Einschränkung, als freier Unternehmer und als unabhängiger Zeitungsverleger tätig zu sein. So musste er, der nie Mitglied der NSDAP war, nicht mehr miterleben, dass seine Zeitung 1935 durch das NS-Regime zunächst für drei Wochen verboten und dann endgültig im März 1943 geschlossen wurde. Die offizielle Begründung zur Schließung durch das NS-Regime lautete "Papiermangel". Zum Zeitpunkt der Schließung verfügte der Verlag jedoch über einen Lagerbestand von über 60 Tonnen Papier.
Heute erinnert an ihn ein Abguss der hier gezeigten Jubiläums-Medaille zum 50. Firmenjubiläum 1889–1939 am von ihm 1892 errichteten Wohn- und Geschäftshaus (siehe Foto) in Zeitz, Brüderstraße 14.
Anlässlich seines 150. Geburtstages am 4. Oktober 2013 wurde Reinhold Jubelt vom Rennsteigverein 1896 e.V. als Altrennewart mit einer "Jubelt-Rennefahrt" in Erinnerung an die 4-Tage-Rennefahrt 1903 geehrt. Seine Urenkel Klaus und Peter Wöllner pflanzen anlässlich dieser Feier eine neue Douglasie hinter dem Gedenkstein. Auch im Geschichts- und Altertumsverein für Zeitz und Umgegend e.V. wurde anlässlich dieses Geburtstages seinem Lebenswerk in einem ausführlichen Vortrag im Oktober 2013 gedacht.